# Asplundia ceci
Asplundia ceci är en enhjärtbladig växtart som beskrevs av Barry Edward Hammel. Asplundia ceci ingår i släktet Asplundia och familjen Cyclanthaceae. Inga underarter finns listade.